# ده قاسم‌خان
ده قاسم خان، روستایی از توابع بخش مرکزی شهرستان کرمان در استان کرمان ایران است.

## جمعیت
این روستا در دهستان سرآسیاب فرسنگی قرار دارد و براساس سرشماری مرکز آمار ایران در سال ۱۳۸۵، جمعیت آن زیر سه خانوار بوده‌است.